# Grand Prix Monaka 2016
Grand Prix Monaka 2016 (oficiálně Formula 1 Grand Prix de Monaco 2016) se jela na okruhu Circuit de Monaco v Monte Carlu v Monaku dne 29. května 2016. Závod byl šestým v pořadí v sezóně 2016 šampionátu Formule 1.

## Kvalifikace
| Poř.                       | No. | Jezdec            | Konstruktér               | Časy v kvalifikaci | Časy v kvalifikaci | Časy v kvalifikaci | Pořadí na startu |
| Poř.                       | No. | Jezdec            | Konstruktér               | Q1                 | Q2                 | Q3                 | Pořadí na startu |
| -------------------------- | --- | ----------------- | ------------------------- | ------------------ | ------------------ | ------------------ | ---------------- |
| 1                          | 3   | Daniel Ricciardo  | Red Bull Racing-TAG Heuer | 1:14.912           | 1:14.357           | 1:13.622           | 1                |
| 2                          | 6   | Nico Rosberg      | Mercedes                  | 1:14.873           | 1:14.043           | 1:13.791           | 2                |
| 3                          | 44  | Lewis Hamilton    | Mercedes                  | 1:14.826           | 1:14.056           | 1:13.942           | 3                |
| 4                          | 5   | Sebastian Vettel  | Ferrari                   | 1:14.610           | 1:14.318           | 1:14.552           | 4                |
| 5                          | 27  | Nico Hülkenberg   | Force India-Mercedes      | 1:15.333           | 1:14.989           | 1:14.726           | 5                |
| 6                          | 7   | Kimi Räikkönen    | Ferrari                   | 1:15.499           | 1:14.789           | 1:14.732           | 11               |
| 7                          | 55  | Carlos Sainz Jr.  | Toro Rosso-Ferrari        | 1:15.467           | 1:14.805           | 1:14.749           | 6                |
| 8                          | 11  | Sergio Pérez      | Force India-Mercedes      | 1:15.328           | 1:14.937           | 1:14.902           | 7                |
| 9                          | 26  | Daniil Kvjat      | Toro Rosso-Ferrari        | 1:15.384           | 1:14.794           | 1:15.273           | 8                |
| 10                         | 14  | Fernando Alonso   | McLaren-Honda             | 1:15.504           | 1:15.107           | 1:15.363           | 9                |
| 11                         | 77  | Valtteri Bottas   | Williams-Mercedes         | 1:15.521           | 1:15.273           |                    | 10               |
| 12                         | 21  | Esteban Gutiérrez | Haas-Ferrari              | 1:15.592           | 1:15.293           |                    | 12               |
| 13                         | 22  | Jenson Button     | McLaren-Honda             | 1:15.554           | 1:15.352           |                    | 13               |
| 14                         | 19  | Felipe Massa      | Williams-Mercedes         | 1:15.710           | 1:15.385           |                    | 14               |
| 15                         | 8   | Romain Grosjean   | Haas-Ferrari              | 1:15.465           | 1:15.571           |                    | 15               |
| 16                         | 20  | Kevin Magnussen   | Renault                   | 1:16.253           | 1:16.058           |                    | 16               |
| 17                         | 9   | Marcus Ericsson   | Sauber-Ferrari            | 1:16.299           |                    |                    | 17               |
| 18                         | 30  | Jolyon Palmer     | Renault                   | 1:16.586           |                    |                    | 18               |
| 19                         | 88  | Rio Haryanto      | MRT-Mercedes              | 1:17.295           |                    |                    | 19               |
| 20                         | 94  | Pascal Wehrlein   | MRT-Mercedes              | 1:17.452           |                    |                    | 20               |
| 107% času vítěze: 1:19.832 |     |                   |                           |                    |                    |                    |                  |
| —                          | 33  | Max Verstappen    | Red Bull Racing-TAG Heuer | 1:22.467           |                    |                    | PL               |
| —                          | 12  | Felipe Nasr       | Sauber-Ferrari            | Bez času           |                    |                    | PL               |
| Zdroj:                     |     |                   |                           |                    |                    |                    |                  |

Poznámky
1. ↑  Kimi Räikkönen obdržel trest posunu o 5 míst vzad za neplánovanou výměnu převodovky.
2. 1 2  Max Verstappen a Felipe Nasr nezaznamenali čas, kterým by se kvalifikovali ve 107 % času vítěze. Start jim byl povolen sportovními komisaři. Zároveň se oba rozhodli startovat z boxové uličky. Verstappen stratoval před Nasrem, protože na rozdíl od něho zajel čas.

## Závod
| Poř.   | No. | Jezdec            | Konstruktér               | Počet kol | Čas/Odstoupení      | Pořadí na startu | Body |
| ------ | --- | ----------------- | ------------------------- | --------- | ------------------- | ---------------- | ---- |
| 1      | 44  | Lewis Hamilton    | Mercedes                  | 78        | 1:59:29.133         | 3                | 25   |
| 2      | 3   | Daniel Ricciardo  | Red Bull Racing-TAG Heuer | 78        | +7.252              | 1                | 18   |
| 3      | 11  | Sergio Pérez      | Force India-Mercedes      | 78        | +13.825             | 7                | 15   |
| 4      | 5   | Sebastian Vettel  | Ferrari                   | 78        | +15.846             | 4                | 12   |
| 5      | 14  | Fernando Alonso   | McLaren-Honda             | 78        | +1:25.076           | 9                | 10   |
| 6      | 27  | Nico Hülkenberg   | Force India-Mercedes      | 78        | +1:32.999           | 5                | 8    |
| 7      | 6   | Nico Rosberg      | Mercedes                  | 78        | +1:33.290           | 2                | 6    |
| 8      | 55  | Carlos Sainz Jr.  | Toro Rosso-Ferrari        | 77        | +1 kolo             | 6                | 4    |
| 9      | 22  | Jenson Button     | McLaren-Honda             | 77        | +1 kolo             | 13               | 2    |
| 10     | 19  | Felipe Massa      | Williams-Mercedes         | 77        | +1 kolo             | 14               | 1    |
| 11     | 21  | Esteban Gutiérrez | Haas-Ferrari              | 77        | +1 kolo             | 12               |      |
| 12     | 77  | Valtteri Bottas   | Williams-Mercedes         | 77        | +1 kolo             | 10               |      |
| 13     | 8   | Romain Grosjean   | Haas-Ferrari              | 76        | +2 kola             | 15               |      |
| 14     | 94  | Pascal Wehrlein   | MRT-Mercedes              | 76        | +2 kola             | 20               |      |
| 15     | 88  | Rio Haryanto      | MRT-Mercedes              | 74        | +4 kola             | 19               |      |
| Ret    | 9   | Marcus Ericsson   | Sauber-Ferrari            | 51        | Poškození po kolizi | 17               |      |
| Ret    | 12  | Felipe Nasr       | Sauber-Ferrari            | 48        | Poškození po kolizi | PL               |      |
| Ret    | 33  | Max Verstappen    | Red Bull Racing-TAG Heuer | 34        | Nehoda              | PL               |      |
| Ret    | 20  | Kevin Magnussen   | Renault                   | 32        | Poškození po kolizi | 16               |      |
| Ret    | 26  | Daniil Kvjat      | Toro Rosso-Ferrari        | 18        | Kolize/Elektronika  | 8                |      |
| Ret    | 7   | Kimi Räikkönen    | Ferrari                   | 10        | Poškození po nehodě | 11               |      |
| Ret    | 30  | Jolyon Palmer     | Renault                   | 7         | Nehoda              | 18               |      |
| Zdroj: |     |                   |                           |           |                     |                  |      |

Poznámky
1. ↑  Valtteri Bottas obdržel trest přičtení 10 sekund k času v cíli za zavinění kolize s Estebanem Gutiérrezem.
2. ↑  Pascal Wehrlein obdržel penalizaci 20 sekund - 10 sekund za ignorování modrých vlajek a 10 sekund za nedostatečné zpomalení během virtuálního safety caru.

## Průběžné pořadí po závodě
Pohár jezdců
|   | Pořadí | Jezdec           | Body |
| - | ------ | ---------------- | ---- |
|   | 1      | Nico Rosberg     | 106  |
| 1 | 2      | Lewis Hamilton   | 82   |
| 2 | 3      | Daniel Ricciardo | 66   |
| 2 | 4      | Kimi Räikkönen   | 61   |
| 1 | 5      | Sebastian Vettel | 60   |

Pohár konstruktérů
|   | Pořadí | Konstruktér               | Body |
| - | ------ | ------------------------- | ---- |
|   | 1      | Mercedes                  | 188  |
|   | 2      | Ferrari                   | 121  |
|   | 3      | Red Bull Racing-TAG Heuer | 112  |
|   | 4      | Williams-Mercedes         | 66   |
| 2 | 5      | Force India-Mercedes      | 37   |